# Cloud computing mobile
 (juillet 2021).
Si vous disposez d'ouvrages ou d'articles de référence ou si vous connaissez des sites web de qualité traitant du thème abordé ici, merci de compléter l'article en donnant les références utiles à sa vérifiabilité et en les liant à la section « Notes et références ».
Le cloud computing mobile (CCM) est la combinaison du cloud computing et de l'informatique mobile pour apporter des ressources informatiques riches aux utilisateurs mobiles, aux opérateurs de réseaux et aux fournisseurs de cloud computing,,. Le but ultime du CCM est de permettre l'exécution de Rich Internet application sur une pléthore de dispositifs mobiles, avec une expérience utilisateur riche. La CCM offre des opportunités commerciales aux opérateurs de réseaux mobiles ainsi qu'aux fournisseurs de services cloud,. De manière plus complète, la CCM peut être définie comme « une technologie informatique mobile riche qui exploite les ressources élastiques unifiées de divers clouds et technologies de réseau pour une fonctionnalité, un stockage et une mobilité illimités afin de servir une multitude d'appareils mobiles partout et à tout moment par le canal d'Ethernet ou d'Internet, indépendamment des environnements et des plates-formes hétérogènes, selon le principe du paiement à l'usage (ru) ». 

## Architecture

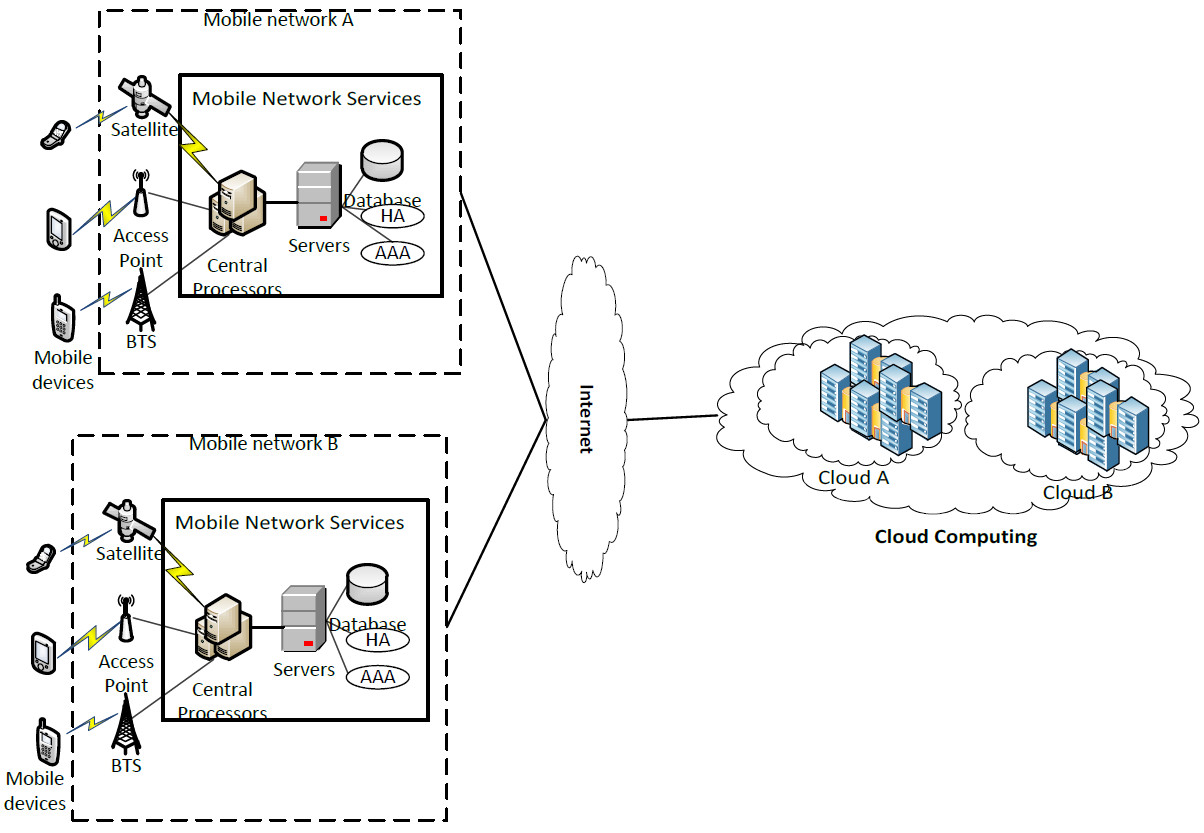
Architecture cloud mobile.

La CCM utilise des approches d'augmentation des capacités de calcul (les calculs sont exécutés à distance plutôt que sur le dispositif) grâce auxquelles les dispositifs mobiles à ressources limitées peuvent utiliser les ressources de calcul de diverses ressources en cloud. Dans la CCM, il existe quatre types de ressources en cloud, à savoir les clouds immobiles distants, les entités informatiques immobiles proches, les entités informatiques mobiles proches et les modèles hybrides (combinaison des trois autres modèles),. Les clouds géants tels que Amazon EC2 font partie des groupes immobiles distants, tandis que les cloudlets ou les substituts font partie des entités informatiques immobiles proches. Les smartphones, les tablettes, les appareils de poche et les appareils informatiques portables font partie du troisième groupe de ressources basées sur le cloud, à savoir les entités informatiques mobiles proches,.
Vodafone, Orange et Verizon ont commencé à offrir des services d'informatique en cloud aux entreprises. 

## Défis
Dans le paysage de la CCM, un amalgame d'informatique mobile, d'informatique en cloud et de réseaux de communication (pour compléter les smartphones) crée plusieurs défis complexes tels que le déchargement de l'informatique mobile, la connectivité transparente, la longue latence du réseau étendu, la gestion de la mobilité, le traitement du contexte, les contraintes énergétiques, le verrouillage des données et des fournisseurs, la sécurité et la confidentialité, l'élasticité qui entravent le succès et l'adoption de la CCM,. 

### Questions de recherche ouvertes
Bien que d'importants travaux de recherche et développement dans le domaine de la CCM soient disponibles dans la littérature, les efforts dans les domaines suivants font encore défaut, : 
- Questions architecturales : Une architecture de référence pour un environnement CCM hétérogène est une exigence cruciale pour libérer la puissance de l'informatique mobile vers une informatique omniprésente sans restriction.
- Transmission économe en énergie : La CCM nécessite des transmissions fréquentes entre la plateforme en cloud et les appareils mobiles, en raison de la nature stochastique des réseaux sans fil, le protocole de transmission doit être soigneusement conçu[11],[12].
- Problèmes liés à la prise en compte du contexte : L'informatique consciente du contexte et de la société est un trait indissociable des ordinateurs de poche contemporains. Pour concrétiser la vision de l'informatique mobile parmi les réseaux convergents hétérogènes et les dispositifs informatiques, la conception d'applications conscientes de l'environnement et efficaces en termes de ressources est un besoin essentiel.
- Problèmes de migration des MV en direct : L'exécution d'une application mobile gourmande en ressources par le biais d'un déchargement d'application basé sur la migration de machines virtuelles (MV) implique l'encapsulation de l'application dans une instance de MV et sa migration vers le cloud, ce qui est une tâche difficile en raison des frais supplémentaires de déploiement et de gestion des MV sur les appareils mobiles.
- Problèmes de congestion des communications mobiles : Le trafic de données mobiles augmente considérablement en raison de la demande croissante des utilisateurs mobiles d'exploiter les ressources du cloud, ce qui a un impact sur les opérateurs de réseaux mobiles et exige des efforts futurs pour permettre une communication fluide entre les terminaux mobiles et le cloud.
- Questions de confiance, de sécurité et de confidentialité : La confiance est un facteur essentiel pour le succès du paradigme CCM en plein essor. En effet, les données ainsi que le code, le composant, l'application ou la machine virtuelle complète sont transférés dans le cloud pour y être exécutés. De plus, tout comme le piratage des logiciels et des applications mobiles, les modèles de développement d'applications CCM sont également affectés par la question du piratage[10]. Pirax[10] est connu pour être le premier cadre spécialisé pour le contrôle du piratage des applications dans les exigences CCM.

## Groupes de recherche et activités du CCM
Plusieurs groupes de recherche universitaires et industriels sur le CCM ont vu le jour ces dernières années. Parmi les groupes de recherche universitaires sur le CCM qui comptent un grand nombre de chercheurs et de publications, citons les suivants :
- MDC[13], le groupe de recherche sur l'informatique mobile et distribuée se trouve à la faculté d'informatique et de sciences de l'information de l'université King Saud. Le groupe de recherche MDC se concentre sur les architectures, les plateformes et les protocoles pour l'informatique mobile et distribuée. Le groupe a développé des algorithmes, des outils et des technologies qui offrent une informatique économe en énergie, tolérante aux pannes, évolutive, sécurisée et performante sur les appareils mobiles.
- MobCC lab[13], faculté d'informatique et de technologie de l'information, Université de Malaya. Le laboratoire a été créé en 2010 dans le cadre du High Impact Research Grant, Ministry of Higher Education, Malaysia. Il compte 17 chercheurs et a publié 22 articles dans des conférences internationales et des revues scientifiques évaluées par des pairs.
- ICCLAB[14], l'Université des sciences appliquées de Zürich a un segment qui travaille sur le CCM. L'InIT Cloud Computing Lab est un laboratoire de recherche au sein de l'Institut de technologie de l'information appliquée (InIT) de l'Université des sciences appliquées de Zürich (ZHAW). Il couvre des sujets sur l'ensemble de la pile technologique du cloud computing.
- Mobile & Cloud Lab[15], Institut des sciences informatiques, Université de Tartu. Mobile & Cloud Lab mène des recherches et enseigne dans les domaines de l'informatique mobile et de l'informatique en cloud. Les sujets de recherche du groupe comprennent l'informatique en cloud, le développement d'applications mobiles, l'informatique en cloud mobile, les services Web mobiles et la migration de l'informatique scientifique et des applications d'entreprise vers le cloud.
- SmartLab[16], laboratoire de systèmes de gestion de données, Département d'informatique, Université de Chypre. SmartLab est un cloud ouvert de smartphones, le premier du genre, qui permet une nouvelle ligne de recherche sur l'informatique mobile orientée systèmes.
- Mobile Cloud Networking[17] : Mobile Cloud Networking (MCN) était un projet intégrateur à grande échelle du 7e PC de l'UE (IP, 15 millions d'euros) financé par la Commission européenne. Le projet MCN a été lancé en novembre 2012 pour une période de 36 mois. Le projet était coordonné par SAP Research et l'ICCLab[18] de l'Université des sciences appliquées de Zurich[19]. 19 partenaires de premier plan issus de l'industrie et du monde universitaire ont établi la toute première vision du Mobile Cloud Computing. Le projet était principalement motivé par une transformation en cours qui entraîne la convergence entre les secteurs des communications mobiles et de l'informatique en cloud, rendue possible par l'Internet, et est considéré comme le tout premier pionnier dans le domaine de la virtualisation des fonctions réseau (en).